# Nux (poema)
Nux (nogal en latín) es una elegía latina, anteriormente atribuida a Ovidio.

## Contenido e interpretación
La obra se presenta a modo de monólogo en dísticos elegíacos (182 versos): un nogal habla en primera persona, quejándose del trato ingrato que le dan los transeúntes; este tema básico está tomado de una de las fábulas de Esopo (Chambry 250). También se describen cinco juegos que realizan los niños con los frutos del árbol.
En el Renacimiento, Erasmo de Róterdam escribió un comentario sobre el poema y lo consideró una sátira contra los vicios de los tiempos del autor. Otros han visto en ella una alegoría en la que Ovidio, durante su exilio en Tomi, en el mar Negro, impuesto por Augusto, quiso criticar de forma velada la ingratitud que el emperador le habría mostrado.

## Autoría
En los manuscritos más antiguos, que datan del siglo XI al XVI, la elegía se atribuía sin atisbo de duda a Ovidio. Solo a partir del siglo XIX se cuestionó la autoría de Ovidio, en particular por el filólogo alemán Ulrich von Wilamowitz-Moellendorff en 1877. En 1910, con un análisis lingüístico detallado, Carl Ganzenmüller intentó defender la atribución tradicional. La cuestión, por tanto, sigue abierta.

## Ediciones
Ediciones críticas
- Publii Ovidii Nasonis Halieutica, Fragmenta, Nux . Incierta Consolatio ad Liviam, editado por F. W. Lenz, Paravia, Turín 1937.
- Publii Ovidi Nasonis Nux elegia, editado por R. M. Pulbrook, Maynooth University Press 1985.